# Сборная Парагвая по футболу (до 17 лет)
Сборная Парагвая по футболу до 17 лет (исп. Selección de fútbol sub-17 de Paraguay) — национальная футбольная команда, представляющая Парагвай в международных турнирах, за которую имеют право выступать игроки возрастом 17 лет и младше. Сборная контролируется Парагвайской футбольной ассоциацией.
Сборная Парагвая до 17 лет четыре раза принимала участие в чемпионате мира (до 17 лет), наивысшим достижением является выход в четвертьфинал в 1999 году. Наивысшим достижением сборной на чемпионате Южной Америки до 17 лет является второе место в 1999 году.
В 2001 году сборная выиграла Молочный кубок, обыграв в финале юношескую команду «Манчестер Юнайтед».

## Статистика выступлений начемпионатах мира
| Год   | Итог                     | И                        | В                        | Н                        | П                        | МЗ                       | МП                       |
| ----- | ------------------------ | ------------------------ | ------------------------ | ------------------------ | ------------------------ | ------------------------ | ------------------------ |
| 1985  | Не участвовала           | Не участвовала           | Не участвовала           | Не участвовала           | Не участвовала           | Не участвовала           | Не участвовала           |
| 1987  | Не прошла квалификацию   | Не прошла квалификацию   | Не прошла квалификацию   | Не прошла квалификацию   | Не прошла квалификацию   | Не прошла квалификацию   | Не прошла квалификацию   |
| 1989  | Не прошла квалификацию   | Не прошла квалификацию   | Не прошла квалификацию   | Не прошла квалификацию   | Не прошла квалификацию   | Не прошла квалификацию   | Не прошла квалификацию   |
| 1991  | Не прошла квалификацию   | Не прошла квалификацию   | Не прошла квалификацию   | Не прошла квалификацию   | Не прошла квалификацию   | Не прошла квалификацию   | Не прошла квалификацию   |
| 1993  | Не прошла квалификацию   | Не прошла квалификацию   | Не прошла квалификацию   | Не прошла квалификацию   | Не прошла квалификацию   | Не прошла квалификацию   | Не прошла квалификацию   |
| 1995  | Не прошла квалификацию   | Не прошла квалификацию   | Не прошла квалификацию   | Не прошла квалификацию   | Не прошла квалификацию   | Не прошла квалификацию   | Не прошла квалификацию   |
| 1997  | Не прошла квалификацию   | Не прошла квалификацию   | Не прошла квалификацию   | Не прошла квалификацию   | Не прошла квалификацию   | Не прошла квалификацию   | Не прошла квалификацию   |
| 1999  | Четвертьфинал            | 4                        | 2                        | 1                        | 1                        | 10                       | 6                        |
| 2001  | Групповой этап           | 3                        | 2                        | 0                        | 1                        | 5                        | 6                        |
| 2003  | Не прошла квалификацию   | Не прошла квалификацию   | Не прошла квалификацию   | Не прошла квалификацию   | Не прошла квалификацию   | Не прошла квалификацию   | Не прошла квалификацию   |
| 2005  | Не прошла квалификацию   | Не прошла квалификацию   | Не прошла квалификацию   | Не прошла квалификацию   | Не прошла квалификацию   | Не прошла квалификацию   | Не прошла квалификацию   |
| 2007  | Не прошла квалификацию   | Не прошла квалификацию   | Не прошла квалификацию   | Не прошла квалификацию   | Не прошла квалификацию   | Не прошла квалификацию   | Не прошла квалификацию   |
| 2009  | Не прошла квалификацию   | Не прошла квалификацию   | Не прошла квалификацию   | Не прошла квалификацию   | Не прошла квалификацию   | Не прошла квалификацию   | Не прошла квалификацию   |
| 2011  | Не прошла квалификацию   | Не прошла квалификацию   | Не прошла квалификацию   | Не прошла квалификацию   | Не прошла квалификацию   | Не прошла квалификацию   | Не прошла квалификацию   |
| 2013  | Не прошла квалификацию   | Не прошла квалификацию   | Не прошла квалификацию   | Не прошла квалификацию   | Не прошла квалификацию   | Не прошла квалификацию   | Не прошла квалификацию   |
| 2015  | Групповой этап           | 3                        | 1                        | 0                        | 2                        | 8                        | 7                        |
| 2017  | 1/8 финала               | 4                        | 3                        | 0                        | 1                        | 10                       | 10                       |
| 2019  | Будет определено позднее | Будет определено позднее | Будет определено позднее | Будет определено позднее | Будет определено позднее | Будет определено позднее | Будет определено позднее |
| Итого | 4/17                     | 14                       | 8                        | 1                        | 5                        | 33                       | 29                       |

## Статистика выступлений начемпионатах Южной Америки (до 17 лет)
| Год   | Итог                     | И                        | В                        | Н                        | П                        | МЗ                       | МП                       |
| ----- | ------------------------ | ------------------------ | ------------------------ | ------------------------ | ------------------------ | ------------------------ | ------------------------ |
| 1985  | Не участвовала           | Не участвовала           | Не участвовала           | Не участвовала           | Не участвовала           | Не участвовала           | Не участвовала           |
| 1986  | Групповой этап           | 4                        | 1                        | 0                        | 3                        | 4                        | 6                        |
| 1988  | Четвёртое место          | 7                        | 3                        | 0                        | 4                        | 6                        | 11                       |
| 1991  | Групповой этап           | 4                        | 1                        | 3                        | 0                        | 6                        | 4                        |
| 1993  | Групповой этап           | 4                        | 2                        | 0                        | 2                        | 7                        | 6                        |
| 1995  | Групповой этап           | 4                        | 1                        | 1                        | 2                        | 6                        | 6                        |
| 1997  | Четвёртое место          | 7                        | 3                        | 1                        | 3                        | 8                        | 9                        |
| 1999  | Финалист                 | 6                        | 3                        | 0                        | 3                        | 10                       | 13                       |
| 2001  | Третье место             | 7                        | 2                        | 4                        | 1                        | 15                       | 12                       |
| 2003  | Групповой этап           | 4                        | 2                        | 0                        | 2                        | 7                        | 10                       |
| 2005  | Групповой этап           | 4                        | 3                        | 0                        | 1                        | 12                       | 8                        |
| 2007  | Групповой этап           | 4                        | 0                        | 1                        | 3                        | 3                        | 10                       |
| 2009  | Групповой этап           | 4                        | 1                        | 1                        | 2                        | 3                        | 7                        |
| 2011  | Шестое место             | 9                        | 3                        | 1                        | 5                        | 14                       | 16                       |
| 2013  | Пятое место              | 9                        | 3                        | 3                        | 3                        | 14                       | 12                       |
| 2015  | Четвёртое место          | 9                        | 4                        | 3                        | 2                        | 19                       | 15                       |
| 2017  | Третье место             | 9                        | 4                        | 4                        | 1                        | 16                       | 10                       |
| 2019  | Будет определено позднее | Будет определено позднее | Будет определено позднее | Будет определено позднее | Будет определено позднее | Будет определено позднее | Будет определено позднее |
| Итого | 16/17                    | 95                       | 36                       | 22                       | 37                       | 150                      | 155                      |